# Iouriy Olefirenko (marin)
Pour l’article homonyme, voir Iouriy Olefirenko (U-401).
Iouriy Olefirenko, né le 27 avril 1965 et mort le 16 janvier 2015, est un marin soviétique puis ukrainien.

## Biographie
Il meurt le 16 janvier 2015, près de Marioupol, pendant la guerre du Donbass. Il est alors capitaine de 1er rang des forces armées de l'Ukraine, commandant du 73e centre d'opérations maritimes des Forces d'opérations spéciales entre 2014 et 2015.

## Hommages
Le navire Iouriy Olefirenko porte son nom depuis 2016.